# Miralla
Miralla es un cultivar de higuera de tipo higo común Ficus carica, bífera (con dos cosechas por temporada, brevas e higos de otoño), con higos de epidermis con color de fondo verde amarillento que cubre desde el pedúnculo hacia el ostiolo, y con sobre color marrón rojizo. Se cultiva en la colección de higueras de Montserrat Pons i Boscana en Llucmajor (España).

## Sinonimia
- “D'En Miralles”,[4][6][7]
- “Miraya”

## Historia
Actualmente la cultiva en su colección de higueras baleares Montserrat Pons i Boscana, rescatada de un ejemplar o higuera madre plantada y cultivada en el predio "Alicantí" propiedad de Pau Barceló en el término de Llucmajor.
La variedad 'Miralla' tiene su procedencia entre Montuirí y Algaida, y debe su nombre al linaje o alias "Miralles".

## Características
La higuera 'Miralla' es una variedad bífera de tipo higo común. Árbol de vigorosidad mediana, prolífico y buen desarrollo en terrenos favorables, copa ovalada porte esparcido y follaje denso, con nula emisión de rebrotes. Sus hojas son de 3 lóbulos en su mayoría, y de 1 lóbulo (15-25%). Sus hojas con dientes presentes márgenes serrados. 'Miralla' tiene poco desprendimiento de higos, con un rendimiento productivo mediano y periodo de cosecha de periodo mediano y tardía. La yema apical cónica de color verde amarillento.
Los frutos de la higuera 'Miralla' son frutos de un tamaño de longitud x anchura:42 x 47mm, con forma esférica (tanto en las brevas como en los higos). Presentan unos frutos grandes en las brevas que son escasas, y se producen en años favorables, y en algunos años incluso no las madura. Los higos son de menor tamaño y peso que las brevas pero muy sabrosos y apreciados. Los frutos son simétricos en la forma, uniformes en las dimensiones, de unos 35,185 gramos en promedio, cuya epidermis es de un grosor mediano, de textura áspera, de consistencia dura, color de fondo verde amarillento que cubre desde el pedúnculo hacia el ostiolo, y con sobre color marrón rojizo. Con poco porcentaje de frutos aparejados y no presentan formaciones anormales. Ostiolo de 2 a 5 mm con escamas pequeñas marrones. Pedúnculo de 0 a 1 mm cilíndrico verde oscuro, casi inexistente. Grietas longitudinales grandes y reticulares finas. Costillas poco marcadas. Con un ºBrix (grado de azúcar) de 24 de sabor dulce muy sabroso, con color de la pulpa rojo intenso. Con cavidad interna grande, con aquenios medianos en tamaño y también en una cantidad mediana. Los frutos maduran con un inicio de maduración de los higos sobre el 5 de septiembre a 10 de octubre. Cosecha con rendimiento productivo mediano, y periodo de cosecha medio tardío.
Se usa en alimentación humana en fresco y en confituras. Difícil abscisión del pedúnculo. Resistente al transporte, también a las lluvias y rocíos, y a la apertura del ostiolo. Gran facilidad al desprendimiento del árbol cuando madura.

## Cultivo
'Miralla', se utiliza en alimentación humana en fresco y en confituras. Se está tratando de recuperar de ejemplares cultivados en la colección de higueras baleares de Montserrat Pons i Boscana en Llucmajor.